# Sigmella birmanica
Sigmella birmanica är en kackerlacksart som först beskrevs av Brunner von Wattenwyl 1893.  Sigmella birmanica ingår i släktet Sigmella och familjen småkackerlackor. Inga underarter finns listade i Catalogue of Life.